# Babieka Group
Babieka Group ist ein spanisches Filmproduktionsunternehmen. Zur Unternehmensgruppe gehören die Töchterunternehmen Babieka Films und Gran Babieka Films. 
Babieka Films wurde 2013 in Spanien gegründet und ist für die Produktion von Kinofilmen zuständig. 
Gran Babieka Films wurde 2014 als Film- und Fernsehproduktionsfirma auf den Kanarischen Inseln gegründet.

## Filme (Auswahl)
- A World Beyond
- Amazing Race: AUSTRALIA
- Amazing Race: CHINA
- Amazing Race: US
- Black Mirror (Fernsehserie)
- Bridge Sant Louis
- Cold Skin
- Die Muppets
- Dil Dhadakne Do
- Sexy Beast
- The Counsellor
- The Promise
- Zingdai Na Milegi